# The Longest Day
The Longest Day là bộ phim chiến tranh dựa trên cuốn sách lịch sử The Longest Day của Cornelius Ryan, về D-Day, bờ biển Normandy vào ngày 6 tháng 6 năm 1944, trong suốt Chiến tranh thế giới thứ hai. Đây là trận đánh đưa đến bước ngoặt của Thế chiến thứ II, đánh dấu sự bắt đầu của những thất bại của quân Đức sau này. Phim này khác những phim về thế chiến thứ hai ở chỗ là khán giả sẽ hiểu về cuộc chiến từ cả hai phía là quân Đồng minh và Phát xít Đức. Khi xem xong phim thì sẽ thấy nội dung của phim cực kỳ sâu sắc, đã thể hiện chân thực nhất những gì diễn ra ở trận Normandy lịch sử.
Phim giành 2 giải Oscar và 5 đề cử, và đứng vị trí thứ nhất trong top 50 phim chiến tranh hay nhất mọi thời đại.

## Nội dung
Được quay theo phong cách tài liệu chính kịch, bộ phim mở đầu vào những ngày trước Ngày D, tập trung vào các sự kiện từ cả hai phía của Eo biển Manche. Quân Đồng Minh chờ đợi trong điều kiện thời tiết xấu trong khi dự đoán phản ứng của lực lượng Đức Quốc xã đang phòng thủ miền Bắc nước Pháp. Với tư cách là Tư lệnh tối cao của phía Đồng Minh, Đại tướng Dwight D. Eisenhower đưa ra quyết định tấn công sau khi xem xét báo cáo thời tiết xấu ban đầu và báo cáo về các sư đoàn trong Bộ Tổng tư lệnh Lục quân Đức.
Nhiều cảnh cho thấy những giờ đầu của ngày 6 tháng 6: lính dù Đồng Minh được cử đi đánh chiếm các địa điểm quan trọng trong đất liền, và quân kháng chiến Pháp phản ứng khi nhận được tin cuộc tấn công bắt đầu. Quân Anh từ tàu lượn chiếm giữ Cầu Pegasus, các cuộc phản công của lính dù Mỹ phát động rải rác xung quanh Sainte-Mère-Église, nhiệm vụ xâm nhập và phá hoại do quân kháng chiến Pháp và các đặc vụ SOE tiến hành, và phản ứng của quân Wehrmacht đối với cuộc tấn công.
Những cảnh ấn tượng bao gồm lính dù đáp xuống Sainte-Mère-Église, cuộc tấn công vào các bãi biển Normandy, cuộc tấn công của quân Mỹ vào Pointe du Hoc, cuộc tấn công của lực lượng Pháp quốc Tự do vào Ouistreham. Bộ phim kết thúc với cảnh quân Đồng Minh tập hợp ở các bãi biển trước khi họ tiến sâu vào nước Pháp để cuối cùng đến được Đức.